# Plosiva uvular sonora
A plosiva uvular sonora é um fonema, usado em poucas línguas faladas. É a versão sonora de /q/. O símbolo no Alfabeto Fonético Internacional que representa este som é ⟨ɢ⟩, e o símbolo X-SAMPA equivalente é G\.
[ɢ] é um som raro, mesmo comparado a outros uvulares. Vaux (1999) propõe uma explicação fonológica: as consoantes uvulares normalmente envolvem uma raiz neutra ou retraída da língua, enquanto as plosivas sonoras frequentemente envolvem uma raiz avançada da língua: duas articulações que não podem co-ocorrer fisicamente. Isso leva muitas línguas do mundo a ter uma fricativa uvular sonora [ʁ] em vez da contraparte sonora da plosiva uvular surda. Os exemplos são as línguas inuits; várias línguas turcas, como uigur e yakut; várias línguas do noroeste do Cáucaso, como abcaz; e várias línguas do nordeste do Cáucaso, como ingushe.
Há também a plosiva pré-uvular sonora em algumas línguas, que é articulada um pouco mais frontal em comparação com o local de articulação da plosiva uvular prototípica, embora não tão frontal quanto a plosiva velar prototípica. O Alfabeto Fonético Internacional não tem um símbolo separado para esse som, embora possa ser transcrito como ⟨ɢ̟⟩ (⟨ɢ⟩ avançado), ⟨ɡ̠⟩ ou ⟨ɡ˗⟩ (ambos os símbolos denotam um ⟨ɡ⟩ retraído). Os símbolos X-SAMPA equivalentes são G\_+ e g_-, respectivamente.

## Características
- Seu modo de articulação é oclusiva, ou seja, produzida pela obstrução do fluxo de ar no trato vocal.
- Como a consoante também é oral, sem saída nasal, o fluxo de ar é totalmente bloqueado e a consoante é uma plosiva.
- Seu ponto de articulação é uvular, o que significa que está articulado com a parte posterior da língua (dorso) na úvula.
- Sua fonação é sonora, o que significa que as cordas vocais vibram durante a articulação.
- É uma consoante oral, o que significa que o ar só pode escapar pela boca.
- O mecanismo da corrente de ar é pulmonar, o que significa que é articulado empurrando o ar apenas com os pulmões e o diafragma, como na maioria dos sons.

## Ocorrência
| Língua      | Língua      | Palavra    | IPA          | Significado        | Notas                                                                                                  |
| ----------- | ----------- | ---------- | ------------ | ------------------ | --- |
| árabe       | sudanês     | بقرة       | [bɑɢɑrɑ]     | Vaca               | Corresponde a /q/ em árabe padrão. Veja a fonologia árabe                                              |
| árabe       | Iemenita    | قات        | [ɢɑːt]ⓘ      | Khat               | Alguns dialetos. Corresponde a /q/ em árabe padrão. Veja a fonologia árabe                             |
| Inglês      | Australiano | Gaudy      | [ˈɡ̠oːdɪi̯]    | Espalhafatoso      | Pré-uvular; alofone de /ɡ/ antes de /ʊ oː ɔ oɪ ʊə/. Veja a fonologia do inglês australiano             |
| Ket         | Ket         | báŋquk     | [baŋ˩˧ɢuk˧˩] | Caverna no chão    | Alofone de /q/ após /ŋ/.                                                                               |
| Kwak'wala   | Kwak'wala   | ǥilakas'la | [ɢilakasʔla] | Obrigado           | |
| mongol      | mongol      | Монгол     | [mɔŋɢɔ̆ɮ]     | Mongol             | |
| Nivkh       | Nivkh       | ньыӈ ӷан   | [ɲɤŋ ɢæn]    | Nosso cão          | Alofone de /q/.                                                                                        |
| persa       | iraniano    | قهوه       | [ɢæhˈve]     | Café               | |
| Somali      | Somali      | Muqdisho   | [muɢdiʃɔ]    | Mogadíscio         | Alofone de /q/. Ver fonologia somali                                                                   |
| Tabassarano | Tabassarano | дугу       | [d̪uɢu]       | Ele (ergativo)     | |
| Tlingit     | Tlingit     | ghooch     | [ɢuːt͡ʃʰ]     | Colina             | Na ortografia americana, o 'g' é sublinhado; no canadense, é seguido por um 'h'. Ver fonologia Tlingit |
| Tsakhur     | Tsakhur     | къгяйэ     | [ɢajɛ]       | Pedra              | |
| Turcomano   | Turcomano   | gar        | [ɢʌɾ]        | Neve               | Contrasta com /g/                                                                                      |
| !Xóõ        | !Xóõ        |            | [nǀɢɑɑ̃]      | Para ser espalhado | |
| Xumi        | Inferior    | [Rɢʶo]     | [Rɢʶo]       | Ensopar            | Um pouco exagerado; ocorre apenas em algumas palavras. Corresponde ao cluster /Nɡ/ no Xumi superior.   |
| Yanyuwa     | Yanyuwa     | [ɡ̠uɟ̠uɭu]   | [ɡ̠uɟ̠uɭu]     | Sagrado            | Pré-uvular. Contrasta as versões simples e pré-analizadas                                              |